# 2436 Hatshepsut
2436 Hatshepsut је астероид главног астероидног појаса чија средња удаљеност од Сунца износи 3,171 астрономских јединица (АЈ).
Апсолутна магнитуда астероида је 12,1.